# Торпедо (хоккейный клуб, Усть-Каменогорск)
«Торпе́до» (каз. Torpedo) — хоккейная команда из Усть-Каменогорска (Казахстан). Клуб основан в 1955 году, с 19 января 2000 года по 5 мая 2015 года носил название «Казци́нк-Торпедо». С 2020 года выступает в Pro Hokei Ligasy. Имеет фарм-клуб — «Алтай-Торпедо», который также участвует в Pro Hokei Ligasy.

## История
Создание хоккейной команды «Торпедо» связано с именем Николая Коняхина, приехавшего в 1955 году в Усть-Каменогорск из Электростали. Он имел первый спортивный разряд по хоккею с шайбой и опыт выступления в юношеской сборной Московской области. Отец и сын Коняхины стали инициаторами создания хоккейной команды при Ульбинском металлургическом заводе (вплоть до начала 1990-х годов команда находилась под его патронажем). В начале 1957 года команда на чемпионате Казахстана в Алма-Ате завоевала серебряные медали.
Начиная с сезона 1964/65 года «Торпедо» дебютировало в чемпионате СССР (класс «A» вторая группа, первая подгруппа). В качестве играющего тренера в Усть-Каменогорск приехал призёр Олимпийских игр, многократный чемпион СССР Юрий Баулин. Под его руководством команда выбилась в число лидеров первой лиги (второго эшелона советского хоккея). А в сезоне 1966/67 торпедовцы оказались в шаге от высшей лиги, уступив лишь свердловскому «Автомобилисту».
В это же время была организована детско-юношеская хоккейная школа со временем ставшая одной из сильнейших в СССР. 31 декабря 1968 года был открыт Дворец спорта (позже получивший имя Бориса Александрова) с двумя ледовыми полями.
В 1977 году «Торпедо» вылетело во вторую лигу, но через три года под руководством тренера Валентина Григорьева снова вышло в первую. Примерно в те годы команда начала комплектоваться почти исключительно собственными воспитанниками, эта традиция держалась вплоть до 2000-х годов.
В начале 1980-х команду возглавил молодой местный тренер Виктор Семыкин. В родной город вернулся играть олимпийский чемпион Борис Александров. Кроме него, ведущие роли в «Торпедо» 1980-х играли вратарь В. Набоков, защитники С. Горев, А. Энгель, А. Грищенко, С. Кислицын, В. Локотко, В. Тунников, В. Федорченко, нападающие И. Кузнецов, А. Соловьев, С. Могильников, В. Стрельчук, И. Дорохин, В. Чечель, С. Девятков, В. Ефремов, С. Старыгин. «Торпедо» снова начало бороться за выход в высшую лигу.
В 1986 году на тренерском мостике Семыкина сменил Владимир Гольц (молодой специалист, до этого работавший в ДЮСШ). И наконец в 1987 году «Торпедо» получает повышение в классе. Интересно, что после первого этапа чемпионата высшей лиги в списке бомбардиров лидировал нападающий усть-каменогорцев — Борис Александров. Во второй этап команда «Торпедо» не прошла и участвовала в переходном турнире, по итогам которого вылетела в первую лигу. Впрочем с первой же попытки торпедовцы вернулись в высший эшелон и на этот раз там закрепились надолго. В команде произошла смена поколений: ветеранов заменили молодые воспитанники «Устинки», позже составившие костяк сборной Казахстана, пробившейся в четвертьфинал Олимпийских игр 1998 в японском Нагано — вратари Евгений Набоков и Виталий Еремеев, защитники Игорь Никитин и Алексей Трощинский, Андрей Соколов и Игорь Земляной, Владимир Антипин и Андрей Савенков, нападающие Константин Шафранов — Евгений Корешков — Александр Корешков, Михаил Бородулин, Андрей Пчеляков, Ерлан Сагымбаев, Дмитрий Дударев,
Владимир Завьялов, Павел Каменцев, Олег Кряжев.
С обретением независимости Казахстана сборная получила право на выступление на международных соревнованиях. Базовым клубом сборной стало «Торпедо». И по сей день состав сборной Казахстана традиционно укомплектован воспитанниками усть-каменогорского хоккея.
Между тем в усть-каменогорском хоккее наступили тяжелые времена. УМЗ уже не мог обеспечивать достойное финансирование хоккейной команде. В 1994—1995 гг. все ведущие хоккеисты уехали в российские клубы (главным образом в магнитогорский «Металлург», «Авангард» и московское «Динамо»). Многие тренеры ДЮСШ уезжали в более благополучные клубы, зачастую вместе с целыми командами своих воспитанников. Так, юношеские команды «Торпедо» уехали: 1976 г. р. — в Новокузнецк, 1981 и 1983 г. р. — в Омск, 1984 г. р. — в Новосибирск, 1986 г. р. — в Магнитогорск.
Хоккейный клуб перешёл в частные руки и стал называться «Алтай-Торпедо». Тренер Владимир Гольц был отправлен в отставку и в команде осталась одна молодёжь. Поэтому руководство пригласило в команду несколько опытных возрастных усть-каменогорских хоккеистов в том числе закончившего было с хоккеем Бориса Александрова в качестве играющего тренера. Под руководством Александрова клуб в 1994 году клуб выиграл Кубок Руди Хити. В 1995 году Александров стал главным тренером «Торпедо» и сборной Казахстана.
В 1996 году МХЛ была расформирована. Российские хоккейные власти позволяли играть «Торпедо» только в Высшей лиге (второй по рангу), а с 1999 года — только в первой лиге.
После успеха сборной на Олимпийских играх компания «Казцинк» стала титульным спонсором «Торпедо». Клубу снова было позволено играть в российской Высшей лиге. 19 января 2000 года его название было изменено на «Казцинк-Торпедо».
В 2010 году клуб «Казцинк-Торпедо» стало одним из учредителей новой лиги ВХЛ.
5 мая 2015 года вновь сменила название на «Торпедо».
- В первом же сезоне «Торпедо» в высшей лиге СССР (1987—1988) сразу два нападающих команды Борис Александров и Игорь Кузнецов завоевали приз «Рыцарю атаки» журнала «Советский воин» (за наибольшее число хет-триков, 3+3).
- Дебютный для сборной Казахстана чемпионат мира (в группе С) совпал по срокам с плей-офф МХЛ и руководство клуба отправило весь основной состав в сборную, пожертвовав борьбой за кубок МХЛ. К тому моменту в первом раунде плей-офф «Торпедо» вело 1:0 в серии с санкт-петербургским СКА[5]
- На Олимпиаде в Нагано 1998 года сборная Казахстана по хоккею с шайбой была почти целиком составлена из воспитанников Усть-Каменогорска, бывших и действующих игроков «Торпедо». Команда «одной раздевалки»[6] под руководством олимпийского чемпиона Бориса Александрова, выбила из турнира сборную Словакии и разделила 5-8 места со сборными США, Швеции и Беларуси.
- В следующем сезоне (1998—1999) семеро торпедовских хоккеистов из этой сборной стали чемпионами России в составе магнитогорского «Металлурга»[7].
- На Олимпиаде 2006 года сборная Казахстана заняла 9-е место и снова 23 из 24 хоккеистов сборной были воспитанниками «Торпедо». Знаменосцем делегации Казахстана на церемонии открытия Игр выступил нападающий «Казцинк-Торпедо» Александр Корешков
- Воспитанники «Торпедо» выступали за национальные сборные СССР, Казахстана, России, Беларуси, Германии, Израиля, Кыргызстана.

## Результаты выступлений

### Чемпионат СССР
| Сезон     | Дивизион                          | И  | В  | Н  | П  | Шайбы     | Очки | Итоговое место | Лучший бомбардир             |
| --------- | --------------------------------- | -- | -- | -- | -- | --------- | ---- | -------------- | ---------------------------- |
| 1957/1958 | Класс «Б», Зона союзных республик | 4  | 0  | 0  | 4  | 10 — 26   | 0    | 5 из 5         |                              |
| 1959/1960 | Первенство РСФСР. Сибирская зона  | 14 | 5  | 1  | 8  | 62 — 71   | 11   | 7 из 8         |                              |
| 1960/1961 | Первенство РСФСР. Вторая зона     | 16 | 9  | 2  | 5  | 94 — 56   | 20   | 3 из 9         |                              |
| 1962/1963 | Первенство РСФСР. Вторая зона     | 7  | 6  | 0  | 1  | 36 — 25   | 12   | 1 из 8         |                              |
| 1962/1963 | Финальный турнир                  | 6  | 5  | 0  | 1  | 30 — 12   | 10   | 2 из 12        |                              |
| 1963/1964 | Класс «Б». Первая зона            | 33 | 18 | 5  | 10 | 136 — 114 | 40   | 3 из 9         |                              |
| 1964/1965 | Первая лига. «Восток»             | 40 | 13 | 7  | 20 | 135 — 162 | 33   | 7 из 11        | Э. Петровский — 22           |
| 1965/1966 | Первая лига. «Восток»             | 48 | 24 | 6  | 18 | 177 — 133 | 54   | 5 из 13        | В. Гуреев — 23               |
| 1966/1967 | Первая лига                       | 44 | 23 | 4  | 17 | 144 — 128 | 50   | 2 из 12        | О. Домрачев — 16             |
| 1966/1967 | Переходный турнир                 | 6  | 1  | 0  | 5  | 20 — 31   | 2    | 4 из 4         |                              |
| 1967/1968 | Первая лига                       | 44 | 18 | 9  | 17 | 135 — 115 | 45   | 6 из 12        | В. Величкин — 18             |
| 1968/1969 | Первая лига                       | 68 | 22 | 8  | 38 | 227 — 299 | 52   | 19 из 24       | В. Величкин — 35             |
| 1969/1970 | Первая лига                       | 44 | 16 | 10 | 18 | 134 — 140 | 42   | 8 из 12        | В. Семыкин — 22              |
| 1970/1971 | Первая лига                       | 48 | 17 | 7  | 24 | 162 — 195 | 41   | 10 из 13       | В. Власов — 25               |
| 1971/1972 | Первая лига                       | 48 | 17 | 5  | 26 | 165 — 235 | 39   | 9 из 13        | В. Власов — 25               |
| 1972/1973 | Первая лига                       | 48 | 17 | 8  | 23 | 177 — 205 | 42   | 8 из 13        | А. Курилов — 23              |
| 1973/1974 | Первая лига                       | 48 | 16 | 2  | 30 | 164 — 209 | 34   | 11 из 13       | Р. Гатаулин — 21             |
| 1974/1975 | Первая лига                       | 52 | 16 | 7  | 29 | 155 — 252 | 39   | 12 из 14       | Р. Гатаулин — 20             |
| 1975/1976 | Первая лига                       | 52 | 21 | 6  | 25 | 176 — 189 | 48   | 9 из 14        | Р. Гатаулин — 29             |
| 1976/1977 | Первая лига                       | 52 | 15 | 8  | 29 | 191 — 225 | 38   | 13 из 14       | Р. Гатаулин — 23             |
| 1977/1978 | Вторая лига. Восточная зона       | 56 | 20 | 7  | 29 | 187 — 214 | 47   | 11 из 15       |                              |
| 1978/1979 | Вторая лига. Восточная зона       | 44 | 16 | 8  | 20 | 156 — 173 | 32   | 8 из 12        |                              |
| 1979/1980 | Вторая лига. Восточная зона       | 44 | 30 | 5  | 9  | 213 — 140 | 65   | 2 из 12        |                              |
| 1979/1980 | Переходный турнир                 | 5  | 4  | 1  | 0  | 34 — 17   | 9    | 1 из 6         |                              |
| 1980/1981 | Первая лига                       | 72 | 35 | 4  | 33 | 324 — 302 | 74   | 6 из 16        |                              |
| 1981/1982 | Первая лига                       | 70 | 38 | 8  | 24 | 364 — 248 | 84   | 6 из 16        |                              |
| 1982/1983 | Первая лига                       | 70 | 39 | 9  | 22 | 335 — 301 | 87   | 5 из 16        | Б. Александров — 56          |
| 1983/1984 | Первая лига                       | 60 | 29 | 3  | 28 | 282 — 254 | 61   | 7 из 16        | Б. Александров — 50          |
| 1984/1985 | Первая лига                       | 52 | 30 | 5  | 17 | 299 — 217 | 65   | 5 из 16        | И. Кузнецов — 76 (43+33)     |
| 1985/1986 | Первая лига. Восточная зона       | 36 | 24 | 1  | 11 | 197 — 116 | 49   | 3 из 10        | И. Кузнецов — 98 (53+45)     |
| 1985/1986 | Переходный турнир                 | 28 | 9  | 0  | 19 | 112 — 144 | 18   | 8 из 8         | И. Кузнецов — 98 (53+45)     |
| 1986/1987 | Первая лига. Восточная зона       | 36 | 22 | 4  | 10 | 224 — 128 | 48   | 2 из 10        | Б. Александров — 131 (65+66) |
| 1986/1987 | Переходный турнир                 | 28 | 12 | 7  | 9  | 133 — 133 | 31   | 4 из 8         | Б. Александров — 131 (65+66) |
| 1987/1988 | Высшая лига                       | 26 | 5  | 3  | 18 | 91 — 121  | 13   | 14 из 14       | Б. Александров — 33 (21+12)  |
| 1987/1988 | Переходный турнир                 | 36 | 19 | 4  | 13 | 172 — 135 | 42   | 5 из 10        | Б. Александров — 58 (29+29)  |
| 1988/1989 | Первая лига. Восточная зона       | 36 | 21 | 7  | 8  | 181 — 132 | 49   | 1 из 10        | И. Кузнецов — 90 (44+46)     |
| 1988/1989 | Переходный турнир                 | 36 | 24 | 2  | 10 | 199 — 133 | 50   | 2 из 10        | И. Кузнецов — 90 (44+46)     |
| 1989/1990 | Высшая лига                       | 36 | 5  | 5  | 20 | 80 — 123  | 15   | 14 из 16       | И. Беляевский — 14 (9+5)     |
| 1989/1990 | Переходный турнир                 | 36 | 24 | 2  | 10 | 165 — 117 | 50   | 1 из 10        |                              |
| 1990/1991 | Высшая лига                       | 28 | 14 | 10 | 22 | 130 — 182 | 38   | 9 из 15        | И. Дорохин — 26 (16+10)      |
| 1991/1992 | Высшая лига                       | 30 | 16 | 3  | 11 | 114 — 109 | 35   | 5 из 16        | А. Райский — 28 (15+13)      |
| 1991/1992 | Финальный турнир                  | 12 | 1  | 1  | 10 | 24 — 50   |      | 8 из 8         | А. Райский — 28 (15+13)      |

### Кубок СССР
| Сезон     | И | В | Н | П | Шайбы   | Итоговое место    | Лучший бомбардир                            |
| --------- | - | - | - | - | ------- | ----------------- | ------------------------------------------- |
| 1966      | 1 | 0 | 0 | 1 | 3 — 6   | 1/32 финала       |                                             |
| 1967      | 2 | 0 | 0 | 2 | 2 — 4   | 1/8 финала        |                                             |
| 1969      | 1 | 1 | 0 | 0 | 8 — 4   | 1/16 финала       | А. Тарасенко — 3                            |
| 1970      | 1 | 0 | 0 | 1 | 6 — 7   | 1/16 финала       | В. Величкин — 2                             |
| 1971      | 1 | 0 | 0 | 1 | 0 — 4   | 1/32 финала       |                                             |
| 1972      | 1 | 0 | 0 | 1 | 0 — 7   | 1/16 финала       |                                             |
| 1974      | 3 | 2 | 0 | 1 | 16 — 17 | 1/8 финала        | Р. Гатаулин — 3                             |
| 1976      | 8 | 3 | 0 | 5 | 30 — 45 | невыход из группы |                                             |
| 1986/1988 | 6 | 3 | 1 | 2 | 33 — 27 | 1/4 финала        | Б. Александров — 8 (лучший снайпер турнира) |

### Межнациональная хоккейная лига
| Сезон     | Дивизион                  | И  | В  | Н | П  | Шайбы     | Очки | Итоговое место | Лучший бомбардир            |
| --------- | ------------------------- | -- | -- | - | -- | --------- | ---- | -------------- | --------------------------- |
| 1992/1993 | МХЛ. Конференция «Восток» | 42 | 23 | 2 | 17 | 177 — 146 | 48   | 5 из 12        | К. Шафранов — 39 (19+20)    |
| 1992/1993 | Плей-офф                  | 3  | 1  | 0 | 2  | 8 — 18    |      | 1/8 финала     | К. Шафранов — 39 (19+20)    |
| 1993/1994 | МХЛ                       | 46 | 25 | 1 | 20 | 174 — 153 | 51   | 9 из 24        | К. Шафранов — 39 (18+21)    |
| 1994/1995 | МХЛ. Конференция «Восток» | 52 | 24 | 4 | 24 | 173 — 171 | 52   | 7 из 14        | Б. Александров — 33 (14+19) |
| 1994/1995 | Плей-офф                  | 2  | 0  | 0 | 2  | 2 — 14    |      | 1/8 финала     | Б. Александров — 33 (14+19) |
| 1995/1996 | МХЛ. Конференция «Восток» | 26 | 9  | 2 | 15 | 66 — 93   | 20   | 9 из 14        | А. Самохвалов — 31 (23+8)   |
| 1995/1996 | За 15-28 места            | 26 | 11 | 3 | 12 | 84 — 84   | 31   | 22 из 28       | А. Самохвалов — 31 (23+8)   |

### Чемпионат России
| Сезон     | Дивизион                                        | И  | В  | ВО | ВБ | ПБ | ПО | П  | Шайбы     | Очки | Итоговое место | Лучший бомбардир                           |
| --------- | ----------------------------------------------- | -- | -- | -- | -- | -- | -- | -- | --------- | ---- | -------------- | ------------------------------------------ |
| 1996/1997 | Высшая лига. Восточная зона.                    | 28 | 20 | 1  | 1  | 1  | 1  | 7  | 148 — 77  | 41   | 2 из 8         |                                            |
| 1996/1997 | Второй этап                                     | 20 | 12 | 2  | 2  | 2  | 2  | 6  | 69 — 51   | 26   | 2 из 6         |                                            |
| 1997/1998 | Высшая лига. Восточная зона.                    | 32 | 15 | 3  | 3  | 3  | 3  | 14 | 117 — 118 | 33   | 4 из 9         | А. Залипятских, К. Сподаренко — 29 (16+13) |
| 1997/1998 | Второй этап                                     | 24 | 15 | 4  | 4  | 4  | 4  | 5  | 91 — 63   | 26   | 2 из 7         | А. Залипятских — 21 (8+13)                 |
| 1998/1999 | Высшая лига. Восточная зона.                    | 30 | 16 | 7  | 7  | 7  | 7  | 9  | 130 — 95  | 39   | 3 из 9         | А. Филатов — 24 (16+8)                     |
| 1998/1999 | За 5-9 места                                    | 16 | 10 | 1  | 1  | 1  | 1  | 5  | 44 — 34   | 21   | 1 из 5         | Е. Ляпунов — 14 (6+8)                      |
| 1999/2000 | Первая лига. «Сибирь — Дальний Восток»          | 48 | 43 | 0  | 0  | 0  | 1  | 4  | 327 — 99  | 130  | 1 из 9         | Ан. Трощинский — 66 (20+46)                |
| 2000/2001 | Первая лига. «Сибирь — Дальний Восток»          | 54 | 45 | 1  | 3  | 3  | 0  | 5  | 359 — 160 | 140  | 1 из 10        |                                            |
| 2001/2002 | Высшая лига. Восточная зона.                    | 56 | 36 | 2  | 4  | 4  | 0  | 14 | 258 — 175 | 116  | 3 из 15        | Ф. Полищук — 58 (29+29)                    |
| 2001/2002 | Кубок Федерации. Восточная зона, подгруппа «В». | 8  | 8  | 0  | 0  | 0  | 0  | 0  | 53 — 19   | 24   | 1 из 5         | С. Антипов, М. Беляев — 9 (5+4)            |
| 2002/2003 | Высшая лига. Восточная зона.                    | 52 | 32 | 1  | 6  | 6  | 1  | 12 | 174 — 111 | 105  | 2 из 14        | Ф. Полищук — 49 (22+27)                    |
| 2003/2004 | Высшая лига. Восточная зона.                    | 52 | 28 | 3  | 4  | 4  | 1  | 16 | 162 — 115 | 95   | 4 из 15        | Ф. Полищук — 41 (22+19)                    |
| 2004/2005 | Высшая лига. Восточная зона.                    | 52 | 33 | 1  | 3  | 3  | 0  | 15 | 157 — 96  | 104  | 4 из 14        | А. Огородников — 33 (15+18)                |
| 2005/2006 | Высшая лига. Восточная зона.                    | 48 | 18 | 3  | 4  | 4  | 2  | 21 | 134 — 148 | 66   | 8 из 13        | А. Корешков — 42 (10+32)                   |
| 2006/2007 | Высшая лига. Восточная зона.                    | 56 | 30 | 0  | 9  | 9  | 2  | 15 | 199 — 141 | 66   | 4 из 15        | Ан. Трощинский — 54 (17+37)                |
| 2007/2008 | Высшая лига. Восточная зона.                    | 56 | 29 | 1  | 3  | 3  | 2  | 14 | 169 — 114 | 100  | 3 из 14        | А. Огородников — 36 (10+26)                |
| 2007/2008 | Плей-офф                                        | 8  | 4  | 0  | 1  | 0  | 0  | 3  | 26 — 24   |      | 1/4 финала     | Р. Старченко — 9 (8+1)                     |
| 2008/2009 | Высшая лига. Дивизион ‘‘Восток’’.               | 54 | 23 | 6  | 2  | 2  | 2  | 19 | 166 — 149 | 89   | 5 из 10        | С. Александров — 45 (19+26)                |
| 2008/2009 | Плей-офф                                        | 4  | 0  | 1  | 0  | 0  | 0  | 3  | 9 — 13    |      | 1/16 финала    | Ан. Трощинский — 3 (2+1)                   |
| 2009/2010 | Высшая лига. Дивизион ‘‘Восток’’.               | 42 | 13 | 2  | 0  | 1  | 0  | 26 | 107 — 135 | 44   | 7 из 8         | В. Рифель — 34 (11+23)                     |
| 2009/2010 | Плей-офф                                        | 7  | 2  | 1  | 0  | 0  | 0  | 4  | 16 — 23   |      | 1/8 финала     | С. Александров — 5 (3+2)                   |
| 2010/2011 | ВХЛ. Конференция ‘‘Восток’’.                    | 54 | 23 | 1  | 4  | 6  | 1  | 21 | 151 — 153 | 86   | 6 из 10        | С. Александров — 32 (16+16)                |
| 2010/2011 | Плей-офф                                        | 5  | 2  | 0  | 0  | 0  | 0  | 3  | 11 — 19   |      | 1/8 финала     | К. Савенков — 4 (2+2)                      |
| 2011/2012 | ВХЛ. Конференция ‘‘Восток’’.                    | 53 | 23 | 4  | 3  | 2  | 0  | 21 | 154 — 140 | 85   | 5 из 10        | А. Майер — 35 (20+15)                      |
| 2011/2012 | Плей-офф                                        | 5  | 2  | 0  | 0  | 0  | 1  | 2  | 10-12     |      | 1/8 финала     | К. Савенков — 3 (3+0)                      |

### Чемпионат Казахстана
| Сезон     | И  | В  | ВО | ВБ | ПБ | ПО | П | Шайбы    | Очки | Итоговое место | Лучший бомбардир                         |
| --------- | -- | -- | -- | -- | -- | -- | - | -------- | ---- | -------------- | ---------------------------------------- |
| 1992/1993 | 9  | 8  | 1  | 1  | 1  | 1  | 0 | 63 — 33  | 17   | 1 из 4         |                                          |
| 1993/1994 | 12 | 10 | 1  | 1  | 1  | 1  | 1 | 88 — 29  | 21   | 1 из 4         | О. Кряжев — 21 (13+8)                    |
| 1994/1995 | 12 | 10 | 1  | 1  | 1  | 1  | 1 | 94 — 21  | 21   | 1 из 5         | К. Сподаренко — 14 (11+3)                |
| 1995/1996 | 6  | 6  | 0  | 0  | 0  | 0  | 0 | 54 — 16  | 12   | 1 из 4         |                                          |
| 1996/1997 | 8  | 7  | 0  | 0  | 0  | 0  | 1 | 84 — 27  | 14   | 1 из 5         |                                          |
| 1997/1998 | 3  | 3  | 0  | 0  | 0  | 0  | 0 | 29 — 7   | 6    | 1 из 4         |                                          |
| 1999/2000 | 3  | 3  | 0  | 0  | 0  | 0  | 0 | 23 — 7   | 6    | 1 из 8         | М. Комиссаров                            |
| 2000/2001 | 24 | 22 | 0  | 0  | 0  | 0  | 2 | 240 — 50 | 44   | 1 из 7         |                                          |
| 2001/2002 | 24 | 23 | 0  | 0  | 0  | 0  | 1 | 244 — 46 | 46   | 1 из 8         |                                          |
| 2002/2003 | 24 | 23 | 1  | 1  | 1  | 1  | 0 | 224 — 26 | 46   | 1 из 7         |                                          |
| 2003/2004 | 24 | 22 | 1  | 1  | 1  | 1  | 1 | 226 — 32 | 45   | 1 из 7         | В. Рифель — 38 (14+24)                   |
| 2004/2005 | 24 | 21 | 0  | 1  | 1  | 0  | 2 | 100 — 27 | 64   | 1 из 8         | А. Огородников — 21 (12+9)               |
| 2005/2006 | 20 | 13 | 0  | 2  | 2  | 0  | 5 | 80 — 47  | 41   | 2 из 6         | С. Александров — 15 (9+6)                |
| 2006/2007 | 24 | 20 | 3  | 0  | 0  | 0  | 1 | 145 — 49 | 66   | 1 из 7         | А. Спиридонов, Р. Старченко — 25 (14+11) |
| 2007/2008 | 5  | 2  | 2  | 0  | 0  | 0  | 1 | 16 — 14  | 10   | 3 из 10        |                                          |
| 2008/2009 | 5  | 4  | 0  | 0  | 1  | 0  | 0 | 23 — 8   | 13   | 2 из 8         |                                          |

### Кубок Казахстана
| Сезон | И | В | ВО | ВБ | ПБ | ПО | П | Шайбы   | Очки | Итоговое место | Лучший бомбардир                    |
| ----- | - | - | -- | -- | -- | -- | - | ------- | ---- | -------------- | ----------------------------------- |
| 2004  | 3 | 3 | 0  | 0  | 0  | 0  | 0 | 21 — 4  | 6    | 1 из 4         |                                     |
| 2005  | 5 | 3 | 2  | 2  | 2  | 2  | 0 | 14 — 8  | 8    | 2 из 6         | И. Кравец — 4 (0+4)                 |
| 2006  | 5 | 3 | 1  | 1  | 1  | 1  | 1 | 26 — 12 | 10   | 2 из 6         |                                     |
| 2007  | 4 | 3 | 1  | 0  | 0  | 0  | 0 | 18 — 7  |      | 1 из 7         |                                     |
| 2010  | 5 | 2 | 0  | 0  | 2  | 0  | 1 | 18 — 13 |      | 3 из 8         | А. Казначеев, К. Савенков — 5 (2+3) |

## Достижения
Чемпионат Казахстана
- Чемпион ОЧРК (13 рекорд): 1992/1993, 1993/1994, 1994/1995, 1995/1996, 1996/1997, 1997/1998, 1999/2000, 2000/2001, 2001/2002, 2002/2003, 2003/2004, 2004/2005, 2006/2007
- Финалист ОЧРК (2): 2005/2006, 2008/2009
- Бронза ОЧРК (1): 2007/2008

Кубок Казахстана
- Обладатель (5 рекорд): 2002, 2003, 2004, 2007, 2019
- Финалист (3 рекорд): 2005, 2006, 2020
- Бронза (1): 2010

 Чемпионат России (ВХЛ)
- Финалист ВХЛ (1): 2016/2017
  -  Регулярка ВХЛ (1): 2016/2017
- Финалист Кубок Открытия (1): 2017/2018

Континентальный Кубок
- Бронза Конт. Кубок (1): 2007/2008

## Руководство клуба
- Президент —  Николай Абрамович Проскурин
- Начальник команды —  Иван Сергеевич Тратонин
- Главный тренер —  Олег Владимирович Болякин
- Тренер —  Владислав Александрович Бульин
- Тренер —  Евгений Александрович Фадеев
- Тренер —  Евгений Викторович Черепанов

## Известные игроки, воспитанники «Торпедо»
- Евгений Паладьев (1948—2010), трёхкратный чемпион мира (1969, 1970, 1973), чемпион СССР (Спартак (Москва), 1969).
- Борис Александров (1955—2002) — олимпийский чемпион 1976 года, трижды чемпион СССР (ЦСКА, 1975,1977, 1978).
- Владимир Локотко — обладатель Кубка европейских чемпионов (Крылья Советов 1977), двукратный вице-чемпион СССР (ЦСКА, 1976 и Спартак (Москва), 1982).
- Виталий Филиппов — вице-чемпион мира 1976, дважды вице-чемпион СССР (Динамо М, 1977, 1978).
- Равиль Гатаулин — вице-чемпион СССР (Динамо М, 1977).
- Виктор Шкурдюк — четырежды вице-чемпион СССР (Динамо М, 1979, 1980, 1985, 1986), победитель молодёжного ЧМ-1978, второй в СССР игрок, задрафтованный в НХЛ.
- Михаил Панин — обладатель Кубка европейских чемпионов (1981) и дважды чемпион СССР (ЦСКА, 1981, 1982), бронзовый призёр чемпионата СССР (1987 — СКА, 1989 — Крылья Советов), победитель молодёжного ЧМ-1980.
- Сергей Варнавский — трижды вице-чемпион СССР (Спартак М, 1982, 1983, 1984), чемпион Словении (ХК Акрони Есенице, 1992)
- Вадим Тунников — дважды вице-чемпион СССР (Спартак М, 1982, 1983).
- Алексей Грищенко — чемпион СССР (ЦСКА, 1986), победитель молодёжного ЧМ-1984.
- Сергей Скосырев — вице-чемпион СССР (Динамо Рига, 1988).
- Игорь Дорохин — вице-чемпион Германии («Кёльнер», 1993)
- Юрий Леонов — чемпион мира 1990 года, дважды чемпион СССР (Динамо М, 1990, 1991), дважды чемпион Норвегии (Сторхамар, 1997, 2000).
- Сергей Могильников — нападающий «Торпедо» (1975—1988, 1995—1997), заслуженный тренер Республики Казахстан.
- Игорь Кузнецов — нападающий и бессменный капитан «Торпедо» (1979—1989), обладатель приза «Рыцарю атаки» — 1988, бронзовый призёр чемпионата Финляндии (ХПК, Хямеэнлинна, 1991).
- Ерлан Сагымбаев — двукратный чемпион СССР среди молодёжи (1987, 1988), двукратный чемпион Зимних Азиатских игр—1996, 1999.
- Алексей Трощинский — четырёхкратный чемпион России (Динамо М, 1995, 2000, 2005 — капитан Металлург Мг, 2001) и 4-кратный призёр чемпионатов России (Динамо М, 1996, 1999 и Авангард, 2006, 2007), обладатель Золотого шлема — 2000, победитель молодёжного ЧМ-1992.
- Игорь Никитин — двукратный чемпион России (Лада, 1996 и Авангард, 2004), обладатель Кубка европейских чемпионов—2005 (Авангард), чемпион Зимних Азиатских игр—1999 в составе сборной Казахстана. С 2011 года — один из тренеров сборной России (чемпион мира — 2012).
- Андрей Савенков — чемпион России (Торпедо Ярославль, 1997), двукратный вице-чемпион Зимних Азиатских игр—2003, 2007, восьмикратный чемпион Казахстана (1994—2007).
- Михаил Бородулин (1967—2003) — чемпион России (Металлург Мг, 1999), чемпион Евролиги (Металлург Мг, 1999), капитан «Магнитки» (1995—1996). Также в составе магнитогорского Металлурга — серебряный (1998) и бронзовый (1995) призёр чемпионатов России.
- Игорь Земляной — двукратный чемпион Евролиги (Металлург Мг, 1999, 2000), трёхкратный чемпион России (Металлург Мг, 1999, 2001) и — 2004). Также в составе магнитогорского Металлурга — серебряный (1998) и дважды бронзовый (2000, 2002) призёр чемпионатов России.
- Андрей Соколов — двукратный чемпион Евролиги (Металлург Мг, 1999, 2000), двукратный чемпион России (Металлург, Мг, 1999, 2001). Обладатель Золотого шлема — 2004. Также в составе магнитогорского Металлурга — дважды серебряный (1998, 2004) и трижды бронзовый (1995, 2000, 2002) призёр чемпионатов России.
- Владимир Антипин — двукратный чемпион Евролиги (Металлург Мг, 1999, 2000), двукратный чемпион России (Металлург Мг — 1999 и Авангард — 2004). Двукратный обладатель Золотого шлема (1998 и 1999).
- Александр Корешков — двукратный чемпион Евролиги (Металлург Мг, 1999, 2000), двукратный чемпион России (Металлург Мг, 1999, 2001). Обладатель призов «Джентльмен на льду» — 2004 и «За верность хоккею» (Барыс, 2010).
- Евгений Корешков — двукратный чемпион Евролиги (Металлург Мг, 1999, 2000), двукратный чемпион России (Металлург Мг, 1999, 2001), обладатель приза «Рыцарю атаки» — 1999, 3-кратный обладатель Золотого шлема, 3-кратный лучший хоккеист Казахстана (1994, 2003, 2006).
- Константин Шафранов — чемпион Евролиги (Металлург Мг, 1999), чемпион России (Металлург Мг, 1999), первый казахстанский игрок в НХЛ.
- Евгений Набоков (вратарь) — чемпион России (Динамо М, 1995), с 1999 по 2009 — в составе Сан-Хосе Шаркс, обладатель Колдер Мемориал Трофи — приз лучшему новичку НХЛ-2001, чемпион мира-2008 в составе сборной России, с 2011 года — игрок Нью-Йорк Айлендерс.
- Николай Антропов — вице-чемпион России и Евролиги (Динамо М, 1999), чемпион зимних Азиатских Игр-1999, с 1999 года провел свыше 600 матчей в НХЛ.
- Дмитрий Уппер — лучший хоккеист Казахстана 1999 года, драфт «Нью-Йорк Айлендерс» 2000 года, двукратный чемпион зимних Азиатских Игр 1999 и 2011 годов, капитан трёх клубов КХЛ — Спартак-2009/2010, Атлант-2011/2012 и Барыс-2012/2014.
- Виталий Еремеев (вратарь) — двукратный чемпион России (Динамо М, 2000, 2005), двукратный обладатель Золотого шлема (лучший вратарь России, 2000, 2005), игрок Нью-Йорк Рейнджерс (2000/2001), обладатель Кубка Шпенглера-2008, чемпион зимних Азиатских игр 2011.
- Виталий Колесник (вратарь) — лучший хоккеист Казахстана 2005, в сезоне 2005/2006 — игрок Колорадо Эвеланш (НХЛ) и его фарм-клуба Лейк Эри Монстерз (АХЛ), сыграл в составе «Все звёзды АХЛ»-2006. Чемпион зимней Азиады 2011, чемпион России (Салават Юлаев, 2011).
- Александр Пережогин — двукратный чемпион мира 2002, 2003 годов среди молодёжи, игрок Монреаль Канадиенс (2005—2007), чемпион России (Салават Юлаев, 2008) и вице-чемпион России (Авангард, 2012), двукратный чемпион мира в составе сборной России — 2009, 2012.
- Дмитрий Пестунов — чемпион мира среди молодёжи (2003), обладатель Кубка Шпенглера (Металлург Мг, 2005), чемпион России (Металлург Мг, 2007).
- Константин Пушкарев — чемпион России (Авангард, 2004), игрок Лос-Анджелес Кингз (2005—2007).
- Антон Курьянов — чемпион России (Авангард, 2004) и обладатель Кубка европейских чемпионов (Авангард, 2005), чемпион мира в составе сборной России — 2009.
- Ринат Ибрагимов — чемпион России — 2007, обладатель Кубка Шпенглера-2005 и Кубка европейских чемпионов-2008 (все в составе Металлург Мг).
- Антон Худобин (вратарь) — чемпион России (Металлург Мг, 2007), три сезона в АХЛ, затем игрок НХЛ (Миннесота Уайлд, 2011 и Бостон Брюинс, 2012).

## Главные тренеры
Первым тренером «Торпедо» был Ю. Н. Баулин, чемпион Европы 1959, 1960 и шестикратный чемпион СССР (ЦСКА, 1955, 1956, 1958, 1959, 1960, 1961). Из заводской хоккейной дружины он создал команду мастеров и тренировал её 7 лет (1964—1971). Тогда из её рядов вышли Евгений Паладьев, Борис Александров и др.
В начале 90-х командой руководили заслуженный тренер Казахской ССР Владимир Гольц и Владимир Копцов.
С 1996 и по 2002 годы у руля команды стоял воспитанник усть-каменогорского хоккея заслуженный тренер и заслуженный деятель культуры Казахстана Борис Александров.
| - Иван Коняхин, 1956—1957 - Николай Фролов, 1957—1958 - Ливерий Носков, 1958 - Валерьян Лютиков, 1958—1959 - Виктор Хадько, 1959—1961 - Виктор Никифоров, 1962—1964 - Аркадий Алешкович, 1962—1963 - Вадим Олешкович, 1961—1963 - Юрий Тархов, 1963—1964 - Александр Черепанов, 1964 - Юрий Баулин 01.09.1964 — 1969 - Василий Бастерс, 1969—1970 - Юрий Субботин, 1970—1971 - Владимир Киселев, 1971—1974 - Марк Судат, 1974—1976 - Юрий Сааль, 1976 - Анатолий Егоров, 1977 - Владимир Польшаков, 1977—1978 - Валентин Григорьев, 1978—1980 - Виктор Щекочихин, 1980 - Валерий Кириченко, 21.07.1980 — 07.05.1982 - Виктор Семыкин, 05.07.1982 — 15.01.1985 - Владимир Гольц, 15.01.1985 — 24.11.1994 | - Владимир Копцов, 24.11.1994 — 10.06.1995 - Владимир Гольц, 10.06.1995 — 05.01.1996 - Валерий Кириченко, 05.01.1996 — 30.06.1996. - Борис Александров, 30.06.1996 — 01.07.1998 - Валерий Кириченко, 01.07.1998 — 30.06.2000. - Борис Александров, 30.06.2000 — 04.07.2002 - Николай Мышагин, 04.07.2002 — 01.01.2005 - Владимир Беляев, 01.01.2005 — 03.05.2006 - Ерлан Сагымбаев, 03.05.2006 — 25.11.2008 - Владимир Беляев, 25.11.2008 — 16.01.2009 и. о., 16.01.2009 — 06.10.2010. - Олег Болякин, 07.10.2010 — 10.05.2012 - Сергей Могильников, 10.05.2012 — 22.10.2012 - Игорь Дорохин, 22.10.2012 — 22.05.2013 и. о. - Владимир Плющев, 29.05.2013 — 31.01.2014 - Андрей Псарёв, 01.02.2014 — 24.04.2014 и. о. - Алексей Фетисов, 01.07.2015 — 17.11.2015 - Комиссаров Максим, 17.11.2017 — 19.11.2017 и. о. - Мисхат Фахрутдинов 19.11.2015 — 29.04.2016 - Алексей Ждахин 17.05.2016 — 10.11.2017 - Мисхат Фахрутдинов 17.11.2017 — 4.01.2019 - Евгений Фадеев 4.01.2019 — 8.04.2019 и. о. - Алексей Ждахин 9.04.2019 — н. в. |

## Стадион
КЦДС (коммерческий центр досуга и спорта) АО «Казцинк», вместимость — 4400 зрителей. До реконструкции 2001 года этот городской Дворец спорта вмещал 5200 зрителей, год постройки — 1968. С осени 2009 года Дворец спорта носит имя олимпийского чемпиона Бориса Александрова 

## Тренеры команды мастеров
- Мисхат Фахрутдинов — главный тренер
- Сагымбаев, Ерлан Ерлесович — старший тренер